# Tchaj-wan na Letních olympijských hrách 2000
Tchaj-wan se účastnil Letní olympiády 2000. Zastupovalo ho 55 sportovců (21 mužů a 34 žen) v 14 sportech.

## Medailisté
| Medaile | Jméno             | Sport        | Soutěž        |
| ------- | ----------------- | ------------ | ------------- |
| Stříbro | Li Feng-Ying      | Vzpírání     | Ženy do 53 kg |
| Bronz   | Chen Jing         | Stolní tenis | Ženy dvouhra  |
| Bronz   | Ťi Šu-žu          | Taekwondo    | Ženy do 49 kg |
| Bronz   | Huang Chih-Hsiung | Taekwondo    | Muži do 58 kg |
| Bronz   | Kuo I-Chang       | Vzpírání     | Ženy do 75 kg |